# Toshihiko Koga
Toshihiko Koga (古賀 稔彦?, Koga Toshihiko; Kitashigeyasu, 21 novembre 1967 – Kawasaki, 24 marzo 2021) è stato un judoka giapponese, nonché maestro di judo 9º Dan e campione olimpico e mondiale nelle categorie -71 kg e -78 kg.

## Biografia
Koga ha iniziato a praticare judo alle scuole elementari. Dopo il trasferimento a Tokyo durante le scuole medie e superiori entrò al Kodogakusha, una palestra di judo in seguito frequentata da altri campioni olimpici come Hidehiko Yoshida e Makoto Takimoto. Il suo percorso formativo continua alla Nippon Taiiku Daigaku (Università Giapponese di Scienze Motorie), durante il quale conquista diversi premi tra cui cinque titoli consecutivi alla Kodokan Cup e sei titoli consecutivi agli All-Japan Judo Championships (Campionati Giapponesi di Judo), tutti nella categoria dei -71 kg.
Nel 1987 Koga si classificò 3º ai Campionati Mondiali di Judo di Essen, e pertanto fu scelto dalla Nazionale Giapponese per partecipare alle Olimpiadi del 1988 dove tuttavia perse al terzo turno.
Nel 1992, dopo aver vinto i Campionati Mondiali di Judo nell'89 e nel '91, Koga ritorna a partecipare alle Olimpiadi, nonostante un grave problema al ginocchio rimediato durante un randori con Hidehiko Yoshida. Vinse tuttavia la medaglia d'oro superando il dolore al ginocchio e per questo il Comitato Olimpico Giapponese gli assegnò il prestigioso JOC Sports Award.
Dopo le Olimpiadi di Barcellona, Koga si è allontanato dalle competizioni agonistiche, ma il ritorno in grande stile è stato ai Campionati Mondiali di Judo tenutisi a Chiba, in Giappone, dove conquista la sua terza medaglia d'oro mondiale.
Nel 1996, Koga viene sorprendentemente sconfitto per ippon durante un combattimento di qualificazione alle Olimpiadi di Atlanta 1996, ma nonostante ciò viene scelto comunque dalla Nazionale Giapponese per la sua vasta esperienza agonistica nei tornei di più alto livello.
Conclude la sua attività olimpica proprio in quest'occasione, conquistando l'argento nella categoria dei -78 kg.
Koga annunciò il suo ritiro definitivo dall'agonismo nel 2000, cominciando subito dopo la carriera da allenatore della Nazionale Femminile Giapponese di Judo. Nell'aprile del 2003 aprì una palestra, la Koga Juku a Takatsu-ku, Kawasaki, dove insegnò principalmente ai bambini ed ai ragazzi. Tra i suoi allievi c'è stata anche Ayumi Tanimoto, bi-campionessa olimpica nei -63 kg.
Nell'aprile 2007, Koga divenne l'allenatore ufficiale della squadra di judo della Kan Taiheiyō Daigaku (Università Internazionale del Pacifico), situata a Akaiwa, Okayama, e fu ospite in diversi programmi televisivi essendo anche uno dei più giovani 7º Dan di judo della storia.